# ANGOP
A ANGOP (acrónimo para Agência Angola Press) é a agência de notícias oficial do Estado angolano que fornece um serviço noticioso a inúmeros jornais, rádios e canais de televisão angolanos.
Foi fundada em 1975 e atualmente faz parte da Aliança das Agências de Informação de Língua Portuguesa, sendo responsável pela actual presidência deste organismo.

## Fundação
A ANGOP foi fundada em Luanda em julho de 1975, sob a designação de Agência Nacional Angola Press (ANAP), em outubro desse mesmo ano mudou de designação para ANGOP por meio de despacho com data de 30 de outubro de 1975, promulgado pelo então presidente, Agostinho Neto, gozando de autonomia e independência editorial, ao abrigo da lei n.° 9/75 de 15 de setembro de 1975.
Foi aliada da agora extinta agência de notícias oficial da União Soviética, a Agência Telegráfica da União Soviética (TASS).
A 2 de fevereiro de 1978 passou a ser o órgão estatal de comunicação social por meio do decreto presidencial n.º 11/78. A partir dessa data, não parou de crescer chegando a atingir na década de 1980, uma estrutura constituída por trezentos trabalhadores, na sua maioria jornalistas e funcionando vinte e quatro horas por dia, com representações em todo o país e com cinco delegações no estrangeiro (Portugal, Brasil, Reino Unido, Zimbabué e República Democrática do Congo).
Passou a ser membro das agências dos países não-alinhados, onde estão congregadas agências de mais de cem países dos cinco continentes e assumiu a sua presidência de 1989 a 1992. Foi ainda aliada da extinta agência de notícias oficial da União Soviética, a Agência Telegráfica da União Soviética (TASS).
Em 1991, sua autonomia e independência editorial foram reafirmadas ao abrigo da lei n.° 22/91 de 15 de junho de 1991.

## Actividade
Como qualquer agência noticiosa, a ANGOP recolhe, trata e distribui, tanto em Angola como no exterior, notícias sobre a actualidade nacional e internacional, fornecendo, por ligação electrónica ponto-a-ponto, internet ou correio electrónico, notícias aos órgãos de informação nacionais e estrangeiros.
Muitas agências internacionais utilizam a ANGOP como fonte de informação, ou a utilizavam enquanto existiam, contando-se entre elas a Reuters, Associated Press (AP), Agence France-Presse (AFP), EFE, Agenzia Nazionale Stampa Associata (ANSA), Tanjug (extinta Jugoslávia), Inter Press Service (IPS), Prensa Latina, Xinhua, Agência Telegráfica da União Soviética (TASS; extinta União Soviética) , AIM (Moçambique), STP-Press (São Tomé e Príncipe), ANG (Guiné-Bissau), VNA (Vietname), BTA (Bulgária), ADN (extinta República Democrática Alemã), CTK (Chéquia), PAP (Polónia), MTI (Hungria), Agerpres (Roménia), ATCC (Coreia do Norte), ANN (Nicarágua), APS (Argélia), AZAP (ex-Zaire), ABP (Burúndi) e a ACI (Congo).

## Prémios
A ANGOP, recebeu em 1990 e em 1992, o prémio "Estrela de Ouro Internacional de Qualidade", concedido pelo Business Iniciative Directions e em 1996, o "World Quality Commitment Award", atribuído pela JX BAN Imagem Arte, ambas empresas com sede em Madrid.